# Olten
Olten é uma comuna da Suíça, no Cantão Soleura, com cerca de 16 616 habitantes. Estende-se por uma área de 11,50 km², de densidade populacional de 1 445 hab/km². Confina com as seguintes comunas: Aarburg (AG), Boningen, Dulliken, Kappel, Rothrist (AG), Starrkirch-Wil, Trimbach, Wangen bei Olten, Winznau.
A língua oficial nesta comuna é o Alemão.
A cidade é atravessada pelo rio Aare, e está ligada ao resto do país por uma excelente rede de ferrovias.
O principal monumento da cidade é a Altebrücke, ponte medieval de madeira, semelhante a outra ponte muito famosa existente na cidade de Luzern (Lucerna).

## Personalidades
- Paul Hermann Müller (1899-1965), Prémio Nobel de Fisiologia ou Medicina de 1948